# 3 Engel für Charlie (2000)
3 Engel für Charlie (englischer Originaltitel: Charlie’s Angels) ist eine im Jahr 2000 veröffentlichte Actionkomödie, die auf der Fernsehserie Drei Engel für Charlie aus den 1970er Jahren basiert. In diesem Film werden die „drei Engel“ nicht mehr von den ursprünglichen Schauspielerinnen gespielt, sondern von Cameron Diaz, Drew Barrymore und Lucy Liu dargestellt. Der Namensgeber des Titels, Charlie, wird im Film wieder von derselben Person gesprochen wie in der Fernsehserie.
Bei einem geschätzten Budget von 93 Millionen US-Dollar spielte der Film weltweit mehr als 260 Millionen US-Dollar an den Kinokassen ein und ebnete damit den Weg für eine Fortsetzung, die erneut von McG inszeniert wurde und 2003 unter dem Titel 3 Engel für Charlie – Volle Power erschien.

## Handlung
Die drei Engel sollen die Entführung von Eric Knox aufklären. Der Verdacht fällt sofort auf dessen Konkurrenten Roger Corwin. Dieser möchte sich das Computersystem von Knox aneignen, um jedes Telefongespräch auf der Welt zurückverfolgen zu können. Mit Hilfe von Bosley, dem Verbindungsmann zwischen Charlie und den Engeln, befreien sie Knox. Um Beweise für die Entführung von Knox zu finden, dringen die drei Engel in den Serverraum von Corwins Firma ein und suchen auf dem Server nach der Software von Knox.
Jedoch trügt der Schein, denn Knox stellt sich als der eigentliche Übeltäter heraus, der die Engel an der Nase herumgeführt hat, um an die Ortungssysteme von Corwins Firma zu kommen. Diese will Knox in Verbindung mit seiner eigenen Stimmidentifikationssoftware nutzen, um Charlie zu orten und zu töten. Knox geht davon aus, dass sein Vater und Charlie im Vietnamkrieg Kameraden waren, Charlie jedoch seinen Vater verriet, was zu seinem Tod führte. Dafür will Knox sich jetzt rächen.
Die Engel sind in der Lage, sich aus den von Knox für sie gestellten Fallen zu befreien. Sie finden heraus, von wo aus Knox die Ortung von Charlie durchführen will. Sie kommen zu spät. Sie können zwar Bosley befreien, doch Knox kennt den Standort von Charlie bereits und ist mit einem Hubschrauber, bewaffnet mit einer Rakete, auf dem Weg zu Charlies Aufenthaltsort. Den Engeln gelingt es jedoch, die Rakete umzuprogrammieren, so dass sie Knox in seinem eigenen Hubschrauber trifft. Als die Engel jedoch in Charlies Haus ankommen, ist dieser schon verschwunden.
Am Ende des Films sieht man die Engel und Bosley am Strand. Charlie erklärt die letzten Unklarheiten wie gewohnt über eine Sprechanlage. Die Engel bitten Charlie erneut, sich ihnen doch endlich zu offenbaren, doch dieser muss ihnen die Bitte abschlagen mit der Begründung, dass er noch auf für ihn wichtige Personen aufpassen muss. Hinter den Engeln und Bosley sieht man einen Mann, der die vier Personen beobachtet, er stellt sich als Charlie heraus. Dylan dreht sich zwar zu dem Mann um und scheint auch kurz zu überlegen, ob es Charlie ist, verwirft aber den Gedanken und vergnügt sich noch mit ihren Freunden.
Die Endszene besteht aus einem schemenhaften Charlie, der allein am Strand entlang wandert.

## Synchronisation
Die Deutsche Fassung entstand in den Studios der R.C. Production Rasema Cibic in Berlin. Dialogbuch und die Regie lagen in den Händen von Arne Elsholtz. Die Stimme des Auftraggebers Charlie der Drei Engel spricht im Original wie in der Fernsehserie John Forsythe.
| Darsteller       | Rolle                      | Synchronsprecher    |
| ---------------- | -------------------------- | ------------------- |
| Cameron Diaz     | Natalie Cook               | Katrin Fröhlich     |
| Drew Barrymore   | Dylan Sanders              | Nana Spier          |
| Lucy Liu         | Alex Munday                | Claudia Lehmann     |
| Bill Murray      | John Bosley                | Arne Elsholtz       |
| Sam Rockwell     | Eric Knox                  | Dietmar Wunder      |
| Kelly Lynch      | Vivian Wood                | Katharina Koschny   |
| Tim Curry        | Roger Corwin               | Reiner Schöne       |
| Crispin Glover   | Thin Man                   | Detlef Bierstedt    |
| Luke Wilson      | Pete Komisky               | Uwe Büschken        |
| John Forsythe    | Charles „Charlie“ Townsend | Otto Mellies        |
| Matt LeBlanc     | Jason Gibbons              | Charles Rettinghaus |
| Tom Green        | Chad                       | Sven Hasper         |
| LL Cool J        | Mr. Jones                  | Stefan Fredrich     |
| Sean Whalen      | Pasqual                    | Viktor Neumann      |
| Karen McDougal   | Roger Corwins Freundin     | n.n.                |
| Melissa McCarthy | Doris                      | Heike Schroetter    |

## Kritiken
„Unterhaltsame rasante Kinoversion einer US-Fernsehserie aus den 70er-Jahren, die sich vieler Motive aus James-Bond-Filmen und des Hongkong-Kinos bedient. Der Film setzt auf originelle szenische Einfälle, eine konzentrierte, technisch brillante Optik sowie drei sympathische Hauptdarstellerinnen. Deutlich akzentuiert er die Selbstbestimmung der Frauen, billigt ihnen aber neben den Eigenschaften von Superheldinnen auch Verletzlichkeit und naive Lebenslust zu.“

„Eine Uralt-Serie fürs Kino aufzubereiten ist nicht einfach – hier aber stimmte die Vorgabe: 3 Mädels sehen hübsch aus und verprügeln Bösewichter – na das kommt doch immer gut an, da braucht’s auch keine dolle Story, zumal hier auch an Selbstironie und witzigen Anspielungen nicht gespart wurde. Obendrauf gibts auch noch einen fetzigen Soundtrack.“

„Charlies Engel im Jahr 2000 sind weibliche Superhelden, den verblassten TV-Vorbildern der 70er mit farbenfrohem Selbstbewusstsein deutlich überlegen: Die Dekolletees noch tiefer, das Make-up noch makelloser und die Selbstironie noch trockener. Und: Diese Frauen wissen, wie man Männern in den Arsch tritt. In den buchstäblichen. Selbst auf eine Handlung kann das Trio heute verzichten. Die Story ist nicht mehr als eine perfekt choreografierte Nummernrevue persiflierter Actionknaller wie ‚Mission: Impossible‘, ‚James Bond‘ oder ‚Matrix‘, dazu eine Parodie auf ‚Nur Samstag Nacht‘ oder ‚Boogie Nights‘. Popkino mit Girl Power.“

„Tempo ist alles im Actionfilm. Und hier reißt es einen von der ersten Sekunde an mit: heraus aus einem Düsenjet, mit Fallschirm hinab in die Tiefe, von der Druckwelle einer Bombe durch die Luft gewirbelt, raus auf ein Schnellboot, das über die Wellen peitscht. Dieser furiose, an beste James-Bond-Zeiten erinnernde Beginn gibt den Takt vor. Gut eineinhalb Stunden hat einen dieser Film fest im Griff.“

## Auszeichnungen
Der Film wurde im Jahr 2001 für den Saturn Award als Bester Actionfilm nominiert. Cameron Diaz sowie das aus ihr selbst, Drew Barrymore und Lucy Liu bestehende Team gewannen 2001 den MTV Movie Award. Zu den vier weiteren Nominierungen für den MTV Movie Award gehörten jene für Drew Barrymore für eine Kampfszene sowie die für Cameron Diaz für die Dialogzeile, in der sie dem Paketzusteller sagt, er könne zukünftig einfach alles „in ihren Schlitz stecken“.
Ebenfalls im Jahr 2001 wurde der Film als Beste Komödie für den Teen Choice Award nominiert. Cameron Diaz und der Experte für die visuellen Spezialeffekte Pat McClung wurden 2001 für den Golden Satellite Award nominiert.

## Einfluss
Der Film gab die Motivation für die ab 2001 produzierte deutsche Serie Wilde Engel.